# Fastnet
Fastnet refererer indenfor telekommunikation til telefonlinjer, der er baseret på enten kobberledninger eller lyslederkabler. Dermed adskiller fastnettet sig fra mobiltelefoni, som fungerer via radiobølger. Fastnettelefoni er målt på minuttakst typisk billigere end mobiltelefoni og har bedre lydkvalitet, men mange teleselskaber opkræver et dyrere abonnement for fastnettelefoni. Gennem de senere år har fastnettelefonen tabt terræn til mobiltelefonen.
I Danmark er TDC med en markedsandel på 59,3 pct. den største udbyder af fastnettelefoni.
Ifølge CIA var der i 2003 omkring 1,263 mia. fastnetlinjer i verden, hvoraf 350 mio. befandt sig i Kina.